# Canastra

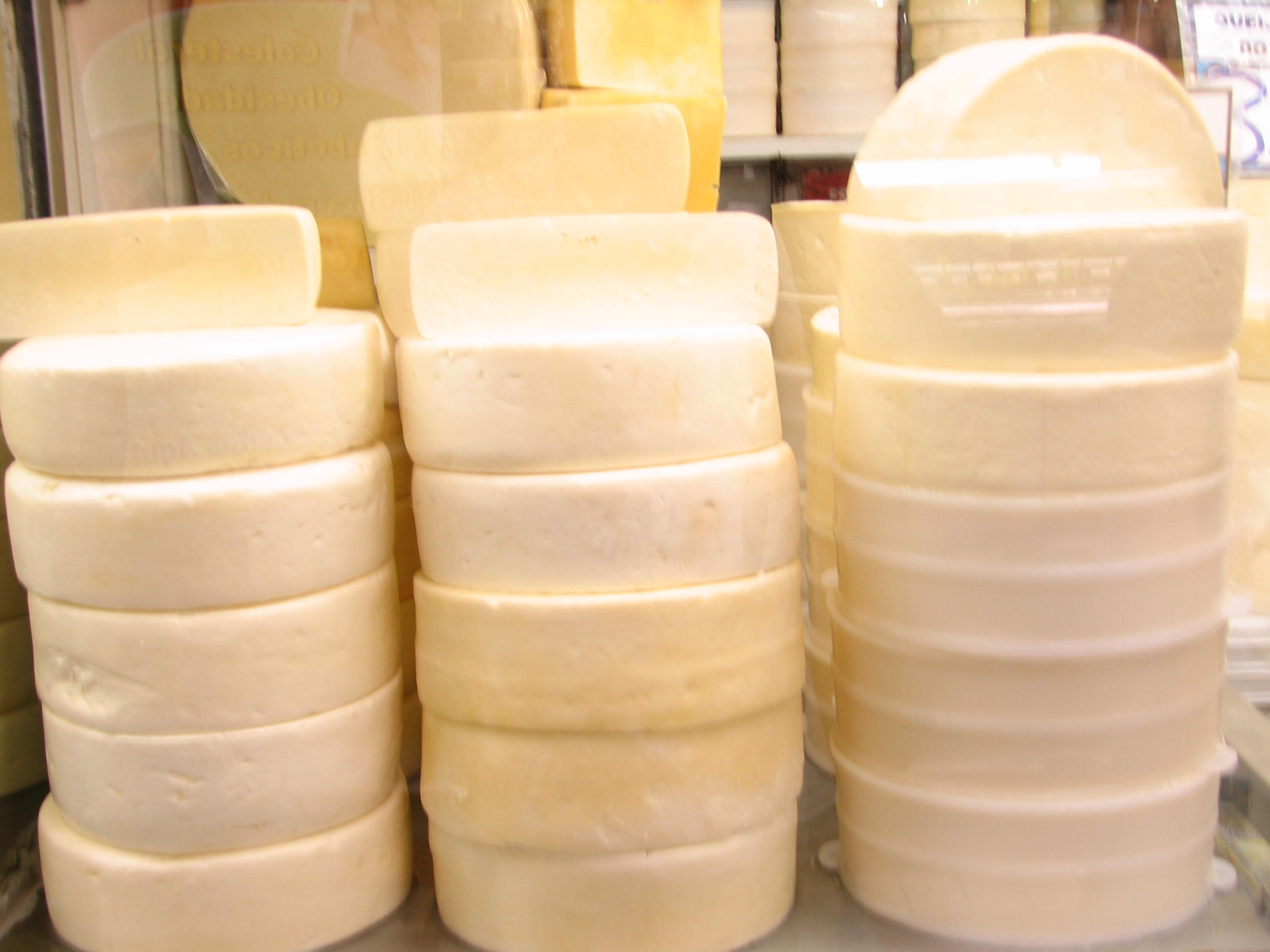
Fromage Canastra produit dans l'état de Minas Gerais au Brésil.

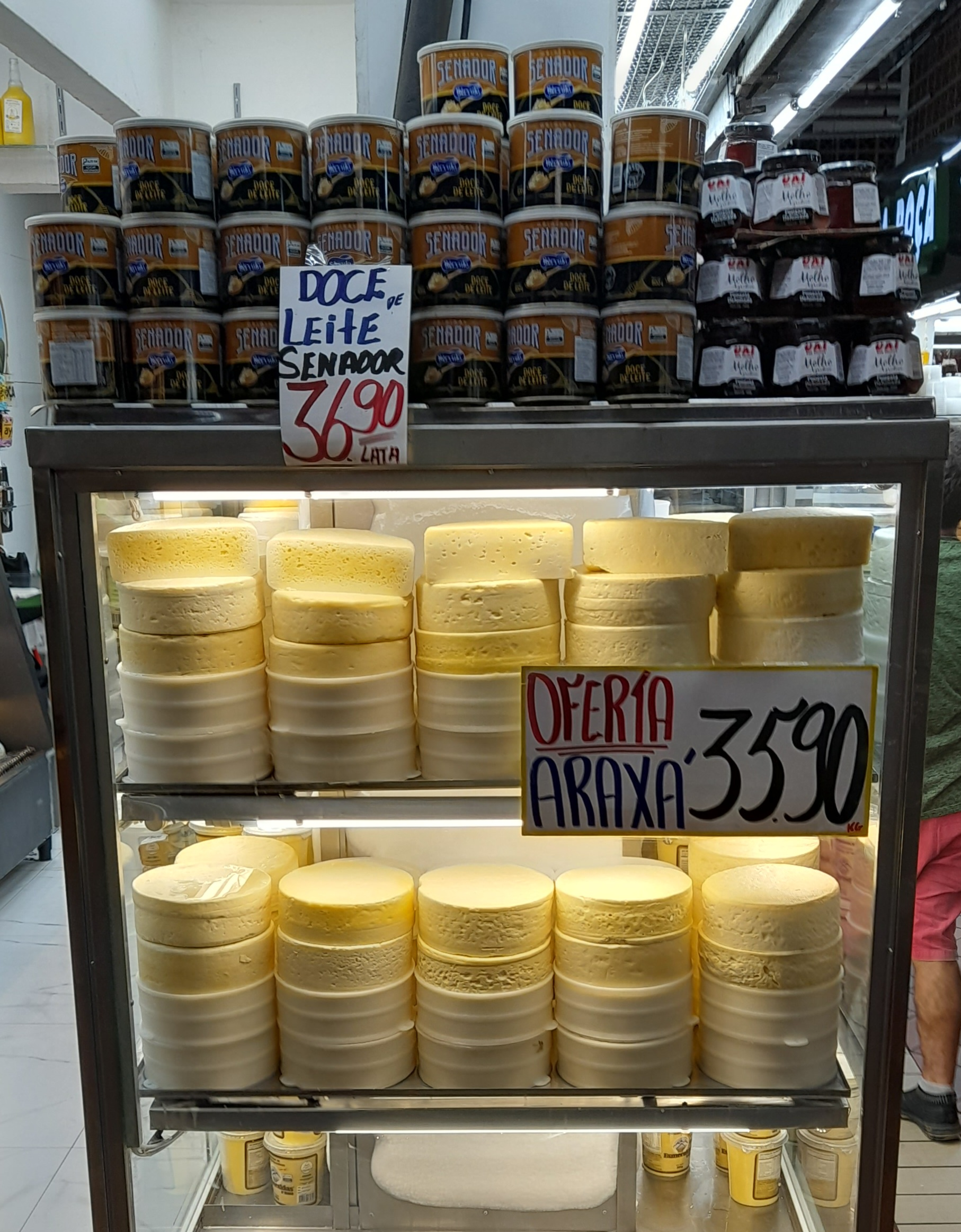
Queijo Minas sendo comercializado no Mercado Central de Belo Horizonte

Le Canastra (en portugais brésilien Queijo Canastra) est un fromage à pâte pressée non cuite brésilien, produit depuis deux siècles dans la région montagneuse de l’ouest de l’état de Minas Gerais, connue sous le nom de Serra da Canastra. Il est un lointain cousin du fromage de São Jorge dans les Açores, apporté par les immigrants à l'époque du cycle de l'or du Minas Gerais. Le climat, l'altitude, les pâturages et les eaux de la Serra da Canastra donnent à ce fromage une saveur unique : forte, moyenne à chaud, dense et corsé. Depuis mai 2008, le fromage de Canastra est le patrimoine culturel immatériel brésilien, titre accordé par IPHAN, l'Institut du Patrimoine Historique et artistique National.

## Fabrication
Pour produire un fromage de taille traditionnelle, pesant environ 1,3 kg, on utilise environ dix litres de lait.  Après la traite, le lait est placé dans une cuve qui reçoit la présure et le « pingo », une sorte de ferment liquide extrait de la production du jour précédent. Après un certain temps, le caillé est retiré en morceaux de pâte qui sont pressés manuellement et placés dans des moules ronds. La masse est soigneusement compactée au travers une étamine afin d'éliminer le lactosérum, puis la pâte est couverte de gros sel. Le processus dure 24 heures. Seulement alors le fromage est enlevé du moule et placé sur un plateau aéré. À l'exception de la traite, tout le rituel se déroule dans la «maison de fromage».
La plupart des agriculteurs vendent la production à des intermédiaires appelés fromagers. Une petite partie est consommée dans la région elle-même. Dernièrement, de nombreux producteurs font aussi les ventes directes aux touristes, offrant de meilleurs prix. 

## Production et distribution
Le fromage de Canastra est un produit d'origine contrôlée. Il ne peut être produit que dans la région de la Serra da Canastra. Jusqu'à la mi-2013, le fromage de Canastra n'était consommé que dans l'État de Minas Gerais, sa distribution étant interdite à d'autres etats. Il a été autorisé à être distribué dans tout le Brésil seulement à partir du second semestre 2013.
Selon le Ministère de l'Agriculture, la moitié de tous les fromages consommés au Brésil vienne de Minas Gerais. Les quatre principaux types sont, par volume de production : le Frescal, le Minas, le fromage de Serro et le fromage de Canastra. En 2012, le fromage de Canastra a reçu de l'Institut National de la Propriété Industrielle (INPI) l'étiquette d'indication géographique afin que le consommateur puisse avoir la garantie d'avoir un produit provenant de la Serra da Canastra. 

## Comment le consommer
Le fromage Canastra doit être consommé durci ou semi-durci, avec au moins une semaine de maturation. Avec le temps, il obtient une belle couleur dorée et va se contracter de l'extérieur vers l'intérieur. Il est de bonne compagnie pour une bière froide, le rhum ou le vin rouge. Il est également consommé frais avec un maximum de 4 jours, quand il est blanc et ressemble, au point d'être confondu, avec le fromage Minas traditionnel industriel.

## Comment le conserver
Les consommateurs qui conservent le fromage à la maison doivent toujours le garder dans un endroit frais et aéré. Pour que la maturation soit parfaite, le fromage doit reposer sur une assiette ou une planche en bois, et être tourné une fois par jour. Le Canastra se dégrade s'il est enfermé plus d'une journée dans des sacs en plastique. Dans le réfrigérateur, il se dessèche.
Auparavant, en raison de la médiocrité des transports, les fromages restaient près de 40 jours sur les étagères des producteurs et ensuite étaient transporté sur des chariots en bois ou sur des ânes ou des chevaux pour la distribution. Aujourd'hui, la consommation est plus rapide en revanche peu de gens peuvent l'apprécier au bon point de maturation.

## Où le trouver
Le fromage Canastra peut être trouvée chez de nombreux producteurs dans les environs et à proximité du parc national de la Serra da Canastra. La région reconnue par l'INPI et l'IPHAN comme un producteur de ce mets englobe sept municipalités : Bambuí, Delfinópolis, Medeiros,  Piumhi, São Roque de Minas, Vargem Bonita et Tapiraí.